# LVMH - Moët Hennessy Louis Vuitton
Pour les articles homonymes, voir Louis Vuitton (homonymie).
LVMH Moët Hennessy Louis Vuitton SE est un groupe français d'entreprises, fondé en 1987 par Alain Chevalier et Henry Racamier, qui est aujourd'hui numéro un mondial de l'industrie du luxe quant au chiffre d'affaires.
Issu du rapprochement, en 1987, des entreprises Moët Hennessy — elle-même née de la fusion entre le producteur de champagne Moët et Chandon et le fabricant de cognac Hennessy — et Louis Vuitton, il a depuis 1989 pour actionnaire majoritaire la société Agache SCA, par le biais de la holding Christian Dior SE. Il est actuellement dirigé par l'homme d'affaires Bernard Arnault.
La firme est numéro un mondial du luxe avec un portefeuille de plus de soixante-dix marques de prestige dans le domaine des vins et spiritueux avec notamment Château d'Yquem, Moët & Chandon, Dom Pérignon, Veuve Clicquot, Krug, Hennessy et Glenmorangie, ainsi que dans le domaine de la mode et joaillerie avec Louis Vuitton, Dior, Givenchy, Celine, Kenzo, Fendi, Guerlain, Marc Jacobs, Chaumet, Thomas Pink, Tiffany & Co. et Bulgari. Il est également présent dans le domaine des médias, avec notamment Les Échos, Le Parisien et Radio Classique, dans la distribution avec Sephora et Le Bon Marché, et dans l’hôtellerie de luxe avec notamment le palace Cheval Blanc Courchevel et le rachat du groupe d'hôtellerie Belmond.

## Historique

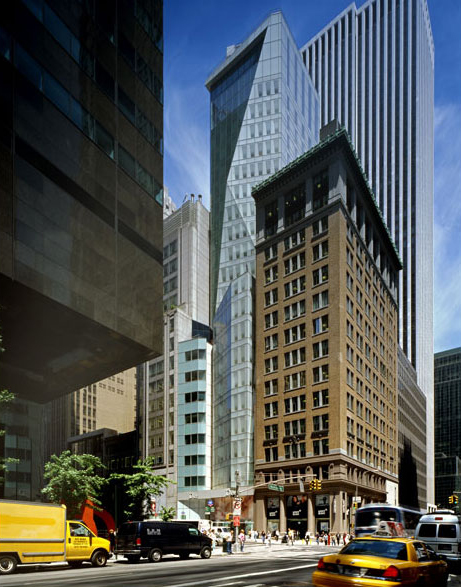
Siège social outre-mer de LVMH à New York

Le 3 juin 1987 à l'hôtel Plaza-Athénée, Alain Chevalier et Henry Racamier, alors respectivement patrons de Moët Hennessy et de Louis Vuitton, annoncent la création de LVMH, union de leurs groupes respectifs. Pourtant, les deux hommes ne s'entendent pas, les tensions personnelles sont nombreuses et récurrentes : l'avenir de cette union est terne selon les analystes. Mais cette nouvelle entité est composée, entre autres, des Parfums Christian Dior, ce qui attise la convoitise de Bernard Arnault qui espère regrouper les parfums avec la couture qu'il possède depuis le rachat suivi du démantèlement de Boussac. De plus, propriétaire de Celine et Christian Lacroix depuis peu, un tel groupe serait une parfaite structure pour ses acquisitions récentes. Jouant sur les divergences des deux fondateurs, Bernard Arnault présente une offre à Alain Chevalier qui refuse tout net.
En s'associant avec le brasseur Guinness, Bernard Arnault crée une nouvelle société avec l'aval d'Henry Racamier, coquille vide destinée à racheter des actions LVMH : c'est chose faite en quelques mois, où après le krach d'octobre 1987, la nouvelle entreprise possède plus de 40 % des actions du groupe de luxe, achetées pour un prix modique. Il ne reste plus à Bernard Arnault qu'à se séparer de Guinness puis des deux fondateurs Chevalier et Racamier : après maintes péripéties juridiques, Bernard Arnault devient officiellement patron de LVMH en avril 1990. En 1994, il achète la maison Guerlain et en 1999, l'horloger suisse TAG Heuer.
Le 10 septembre 2001, LVMH règle son litige avec PPR (devenu Kering le 22 mars 2013), cédant les 20 % de sa participation dans le Gucci Group. En 2002, LVMH revend les champagnes Pommery au groupe Vranken Monopole. En novembre 2004, LVMH lance, avec succès, une OPA sur Glenmorangie. En 2008, il acquiert Hublot, un autre horloger suisse. Le 14 octobre 2010, LVMH détient 14 % du capital d'Hermès, participation qui est vendue quatre ans plus tard.
En 2011, l'horloger italien Bulgari et le maroquinier français Berluti entrent dans le giron de LVMH. En juillet 2013, l'italien Loro Piana spécialisé dans le vêtement en cachemire rejoint LVMH. Le 30 juin 2014, LVMH détient 23,2 % du capital d'Hermès dont LVMH cherche à prendre le contrôle malgré l'opposition de la direction. En septembre, LVMH et Hermès règlent leur litige. Le premier sort du capital du second en distribuant ses actions Hermès à ses actionnaires.
À l'exception notable de Christian Lacroix, propriété personnelle de Bernard Arnault lors de sa création, le but de ce groupe est clairement d'acheter des marques plutôt que d'en fonder, puis de multiplier les synergies entre elles. En 2014 ouvre la fondation d'entreprise Louis-Vuitton. La même année, LVMH lance l’Institut des Métiers d’Excellence, un programme de formation professionnelle débouchant sur différents métiers du secteur du luxe (artisanat, vente…).
En avril 2015, LVMH acquiert, à travers L Capital Asia, un fonds d'investissement contrôlé par LVMH, M1 Fashion et Pepe Jeans, puis en juillet 2015, il rachète, en propre, 5 % de la société des bains de mer de Monaco. En octobre 2015, LVMH acquiert Le Parisien pour environ 50 millions d'euros, renforçant ainsi son pôle presse qui possède déjà Les Échos. En juillet 2016, LVMH vend les marques Donna Karan et DKNY (« Donna Karan New York ») pour 650 millions de dollars à G-III Apparel.
En octobre 2016, LVMH annonce l'acquisition pour 640 millions de dollars de 80 % Rimowa, une entreprise allemande spécialisée dans les bagages,.
En mars 2017, LVMH acquiert une participation majoritaire dans la Maison Francis Kurkdjian, entreprise de parfumerie haut-de-gamme créée en 2009, pour un montant inconnu. Le même mois De Beers annonce le rachat, à LVMH, de leur coentreprise « De Beers Diamond Jewellers », comprenant trente-deux boutiques, pour un montant non dévoilé.
En avril 2017, LVMH annonce l'acquisition de la maison de couture Christian Dior, détenue par Christian Dior S.A., la holding de tête, pour 6,5 milliards d'euros. Dans le même temps, Bernard Arnault, via le Groupe Familial Arnault, va passer sa participation dans Christian Dior S.A. de 74,1 % à 100 %, Christian Dior S.A. détenant elle-même une participation de 41 % dans LVMH. Ceci permet de regrouper les marques Christian Dior (couture) avec Parfums Christian Dior au sein du groupe LVMH. Enfin toujours en parallèle, le Groupe Familial Arnault annonce vendre sa participation de 8 % dans Hermès.
En décembre 2018, LVMH annonce acquérir le groupe hôtelier de luxe Belmond, pour 3,2 milliards de dollars. L'opération est officiellement terminée en avril 2019.
En mai 2019, le groupe annonce soutenir la création de l'entreprise Fenty, développée par la chanteuse Rihanna.
En juillet 2019, LVMH noue un partenariat avec la créatrice britannique Stella McCartney, fille de Paul McCartney et anciennement faisant partie du groupe concurrent Kering. Elle devient « conseillère spéciale de Bernard Arnault et des membres du comité exécutif sur le développement durable ». La fille de l'ex-Beatles conserve son statut de directrice et reste majoritaire au sein du capital de son entreprise créée en 2001.
En novembre 2019, LVMH annonce le rachat du joaillier américain Tiffany & Co. pour un montant de 16,2 milliards de dollars, soit la plus grosse acquisition de l'histoire du groupe. En septembre 2020, LVMH annonce l'abandon de cette acquisition à la suite de la crise économique liée au Covid. En octobre 2020, après de nombreuses négociations, l'opération n'est finalement pas abandonnée, mais son montant est renégocié de 425 millions de dollars de moins.
Fin mars 2020, en pleine épidémie de Covid-19, LVMH annonce une baisse des ventes de 10 à 20 % au premier trimestre,. Bernard Arnault estime alors que la crise sanitaire ne devrait pas avoir de graves conséquences sur l'activité du groupe si elle dure moins de trois mois, mais il se montre plus pessimiste si elle devait durer deux ans. En avril 2020, le groupe annonce proposer une réduction de 30 % du dividende au titre de l'année 2019 lors de l'assemblée générale des actionnaires qui doit avoir lieu en juin.
Les effectifs du groupe diminuent de 8 % en 2020 passant de 163 300 salariés fin 2019 à 150 500 fin 2020. LVMH réalise pourtant un bénéfice net de 4,7 milliards d'euros sur l'année 2020, dont plus de trois milliards sont reversés aux actionnaires sous forme de dividendes.
En septembre 2021, le groupe annonce vouloir recruter vingt-cinq mille personnes de moins de 30 ans d'ici à la fin de l'année 2022. Le groupe reste, au début des années 2020, un employeur primordial dans certaines régions telles la Champagne où il occupe 5 000 personnes, mais encore l'Allier où il représente 3 % des emplois. Le même mois, LVMH oblige une jeune créatrice à ne pas utiliser le nom de la marque L’Instinct Paris.
Début octobre 2021, LVMH annonce l'acquisition de l'Officine universelle Buly, créée en 1803 et spécialisée dans les parfums et cosmétiques,.
En décembre 2021, le groupe annonce l'acquisition et l'intégration de la joint-venture « Thélios » créée en 2017, avec Marcolin, une entreprise italienne spécialisée dans l'industrie de la lunetterie.
Au mois d'août 2022, LVMH a injecté 65 millions d'euros dans le groupe de presse Le Parisien, qu'elle contrôle, pour compenser ses pertes.
En avril 2023, LVMH annonce l'acquisition d'une participation majoritaire dans le groupe Platinum Invest, qui comprend les sociétés Orest et Abysse, « principaux producteurs de bijoux basés en France ».
Le 10 octobre 2023, LVMH annonce avoir réalisé 19,96 milliards d'euros de ventes au 3e trimestre 2023, soit une hausse de 1 % par rapport en 2022. Ce chiffre, plus bas que les prévisions, entraine le lendemain une baisse près de 7 % de l'action de LVMH à la bourse de Paris.
Début novembre 2023, LVMH annonce avoir trouvé un accord pour racheter le lunettier américain Barton Pereira pour un montant estimé à 75 millions d'euros.
En juin 2024, LVMH annonce préparer la succession de son directeur financier, Jean-Jacques Guiony, avec le recrutement d'une directrice financière adjointe, Cécile Cabanis, qui va vivre une période de transition avec son futur prédécesseur.
En janvier 2025, LVMH annonce avoir réalisé un bénéfice net de 12,6 milliards d'euros au cours de l'année 2024, dépassant ainsi pour la quatrième année de suite les 10 milliards d'euros.
Le 30 avril 2025, la direction de Moët Hennessy annonce à ses salariés en vidéo la suppression de 1 200 postes, soit 13 % de ses effectifs. En mai 2025, le Financial Times a révélé un retournement de trésorerie, passant de plus d'un milliard d'euros en 2019 à une situation négative de 1,5 milliard d'euros en 2024. Ce retournement est lié à des hausses de prix agressives, à une série rapide d'acquisitions et à des tensions culturelles au sein du groupe. L'article soulevait également des questions sur la supervision exercée par la direction de LVMH durant cette période.

## Secteurs d'activités
Le groupe est organisé autour de sept pôles d'activités :
- les vins et spiritueux ;
- la mode et la maroquinerie ;
- les parfums et cosmétiques ;
- les montres et la joaillerie ;
- la distribution sélective ;
- l'hôtellerie et autres activités ;
- les médias.

### Vins et spiritueux
Cette activité représente, en 2022, moins de 10 % du chiffre d'affaires du groupe avec un chiffre d'affaires de sept milliards d'euros, mais plus de deux milliards de bénéfices ; elle profite des synergies avec la branche hôtellerie ainsi que la distribution avec DFS (en). LVMH est associé au groupe Diageo depuis les années 1990 (à la suite de la fusion entre Guinness et GrandMet), avec Moët Hennessy-Diageo (MHD) une entreprise de distribution qui fait l'intermédiaire entre producteurs et revendeurs (Horeca ou grande distribution) ; Diageo possède aussi 34 % de la branche « Vins et spiritueux » de LVMH.
| Ce pôle regroupe des marques d'alcools comme : - Hennessy dans le cognac créé en 1765 ; - la vodka Belvedere créée en 1993 ; - le whisky Ardbeg créé en 1815 ; - le whisky Glenmorangie créé en 1843 ; - le whisky Woodinville créé en 2010 ; - la tequila Volcan de mi Tierra créée en 2017 ; - les alcools blancs chinois Wenjun créés en 2017 ; - le rhum Eminente créé en 2020. | Il est très présent dans le vin de Champagne et représente environ 60 % du marché, avec : - Moët & Chandon créé en 1743 ; - Dom Pérignon créé en 1668 ; - Mercier créé en 1858 ; - Veuve Clicquot Ponsardin créé en 1772 ; - Krug créé en 1843 ; - Maison Ruinart créé en 1729 ; - 50 % de Armand de Brignac créé en 2006. Il a vendu en revanche la maison Pommery en 2002 et la maison Montaudon (mais pas les vignobles qui servaient à sa production). |

La production viticole couvre aussi d'autres vignobles avec
- le château Cheval Blanc à Saint-Émilion créé en 1832 ;
- le château d'Yquem créé en 1593 ;
- le domaine du Clos des Lambrays en Bourgogne créé en 1365[67] ;
- le château Galoupet créé en 1955 ; cru classé[68]
- le château d'Esclan créé en 2006 ; domaine commercialise le vin rosé le plus cher du monde en 2015, le Garrus ainsi que le plus vendu, le Whispering Angel, pour un total de dix millions de bouteilles[68] ;
- le Clos 19 créé en 2017 ;
- le domaine Cloudy Bay en Nouvelle-Zélande créé en 1985 ;
- Cape Mentelle en Australie créé en 1970 ;
- Chandon Australia en Australie créé en 1980 ;
- Chandon Argentina en Argentine créé en 1959 ;
- Terrazas de los Andes en Argentine créé en 1999 ;
- Cheval des Andes en Argentine créé en 1999 ;
- Chandon Brazil au Brésil créé en 1973 ;
- Chandon California en Californie créé en 1973 ;
- Newton Vineyard en Californie créé en 1977 ;
- Colgin Cellars (en) en Californie créé en 1992 ;
- Chandon China en Chine créé en 2013 ;
- Ao Yun en Chine créé en 2013 ;
- Bodega Numanthia en Espagne créé en 1998 ;
- Chandon India en Inde créé en 2014 ;
- Château Minuty ; cru classé.

### Mode et maroquinerie
Dans le secteur de la mode, le groupe LVMH possède les marques :
- Arnys, le tailleur parisien de la rue de Sèvres racheté en 2012 afin de l'associer à Berluti[69] et en 2016, le groupe achète la marque A & Me. Mais après la collection présentée pour l'hiver 2017 offerte par Karl Lagerfeld, le groupe LVMH ferme A & Me.[réf. nécessaire] ;
- Berluti créée en 1895 et racheté en 2011 ;
- Celine créée en 1945 ;
- Christian Dior créée en 1947 ;
- Edun créée en 2005 (le groupe LVMH est sorti du capital de la marque en 2018) ;
- Emilio Pucci créée en 1947 ;
- Fendi créée en 1925 ;
- Givenchy créée en 1952 ;
- Kenzo créée en 1970 ;
- Loewe créée en 1846 ;
- Louis Vuitton créée en 1854 ;
- Loro Piana créée en 1924 ;
- Marc Jacobs créée en 1984 ;
- Moynat créée en 1849 ;
- Nicholas Kirkwood créée en 2005, prise de participation majoritaire en 2013, sortie en 2020 ;
- Nowness (en) créée en 2010 ;
- Patou, créée en 1914 ;
- Rimowa créée en 1898 ;
- Thomas Pink créée en 1984.

Louis Vuitton, avec sept milliards d'euros pour 2012, représente les trois quarts du chiffre d'affaires de la division « Mode et maroquinerie » et la moitié des profits du groupe LVMH.
En 2009, le groupe prend 49 % des parts dans la marque Edun (créée vers 2004/2005) et ce jusqu'en 2018 où le groupe français se retire alors que la marque perd chroniquement de l'argent,. Entre-temps le 9 juillet 2013, le groupe rachète 80 % de la maison italienne, spécialisée dans le cachemire, Loro Piana pour deux milliards d'euros, le solde de l'actionnariat restant dans les mains de la famille fondatrice. Le 24 février 2014 le groupe annonce son entrée au capital de la marque italienne Marco de Vincenzo à hauteur de 45 %. En avril 2017, LVMH, déjà propriétaire des parfums Christian Dior rachète la marque Christian Dior Couture pour la somme de 6,5 milliards d'euros. La même année, LVMH fonde avec l'italien Marcolin (it) la filiale Thélios, dédiée à la lunette, ; l'année suivante cette entité ouvre une usine de production à Longarone afin de produire plusieurs millions de paires par an. Fin 2021, LVMH prend la totalité des parts de Thélios. Toutes les marques de mode du groupe français profitent de la création et la fabrication de Thélios.

### Parfums et cosmétiques
LVMH possède les marques suivantes :
- Acqua di Parma créée en 1916 ;
- Benefit Cosmetics créée en 1976 ;
- Cha Ling créée en 2016 ;
- Parfums Christian Dior créée en 1947 ;
- Emilio Pucci créée en 1947 ;
- Fenty Beauty by Rihanna créée en 2017 (association) ;
- Fresh créée en 1991 ;
- Parfums Givenchy créée en 1957 ;
- Guerlain créée en 1828 ;
- Jean Patou ;
- Kat Von D Beauty créée en 2008 ;
- Kenzo Parfums créée en 1988 ;
- Maison Francis Kurkdjian créée en 2009 ;
- Make Up For Ever créée en 1984 ;
- Nude créée en 2007 ;
- Officine universelle Buly créée en 2014.

En 2010, LVMH souhaite vendre La Brosse et Dupont.
Les marques Bliss, Hard Candy, Urban Decay, acquises au début des années 2000, ont été revendues depuis.

### Recherche et développement
LVMH Recherche est la division recherche et développement du groupe LVMH pour les parfums et les cosmétiques. Elle est spécialisée en biologie et histochimie, matériaux et technologies, galénique et vectorisation,,. La division oriente ses recherches sur les cellules souches, un axe prioritaire pour retarder les effets du vieillissement de la peau. Une coopération avec l'Institute for Stem Cell Biology and Regenerative Medicine de l'université Stanford (États-Unis) et de la faculté de biotechnologie de l'université de Modène et de Reggio d'Émilie (Italie), a été entreprise depuis près de 10 ans pour isoler et développer un dérivé phosphaté de la vitamine E, qui agit sur la protection des cellules souches de la peau.
LVMH Recherche a pour principal partenaire industriel en recherche et développement du pôle de compétitivité de la Cosmetic Valley basé à Chartres, où il s'appuie sur les compétences des laboratoires de l'université d'Orléans, et des 550 entreprises, à 80 % des PME-PMI, partenaires.
LVMH Recherche a été installé dans un nouveau centre, Hélios, un bâtiment de type HQE, réalisé par Arte Charpentier et construit par Eiffage pour abriter les laboratoires de recherche, et un incubateur sur le site de Saint-Jean-de-Braye (à Orléans).

### Montres et joaillerie
Le groupe est présent dans l'horlogerie et la joaillerie avec les marques :
- Bulgari, créé en 1884, rachetée en février 2011 pour quatre milliards d'euros ;
- Chaumet, créé en 1780 ;
- Fred, créé en 1936 ;
- Hublot, créé en 1980 ;
- TAG Heuer, créé en 1860, marque la plus rentable du pôle « Montres et joaillerie »[87] ;
- Zenith, créé en 1865.

La marque Omas a été revendue en 2007.
En 2015, le chiffre d'affaires du pôle « montres et joaillerie » s'est élevé à plus de 3,3 milliards d'euros, réalisé notamment dans les 395 magasins de ses différentes marques.
Fin novembre 2015, LVMH indique avoir pris une participation minoritaire dans le joaillier italien Repossi ; celle-ci devient majoritaire quelques années après.
Fin novembre 2019, le groupe LVMH achète le géant américain de la joaillerie Tiffany & Co. pour la somme de 16,2 milliards de dollars,.
En janvier 2024, le fils de Bernard Arnault, Frédéric Arnault, polytechnicien de 29 ans, prend la tête du secteur des montres.

### Distribution sélective
Principales enseignes de distribution sélective :
- Le Bon Marché, créée en 1852 ;
- DFS (Duty Free Shoppers Group) (en), créée en 1960 ;
- La Grande Épicerie de Paris, créée en 1923 ;
- La Samaritaine, créée en 1870 ;
- Sephora, créée en 1969 ;
- Starboard Cruise Services, créée en 1958 ;
- Franck et Fils jusqu'à fin 2017 ;
- 24S, site web marchand lancé en 2017.

En 2015, le pôle « distribution sélective » enregistré un chiffre d'affaires de plus de 11,2 milliards d'euros, réparti dans 1 679 magasins dans le monde.

### Hôtellerie et autres activités
En avril 2010, le groupe créé la filiale LVMH Hotel Management destinée à gérer les hôtels de luxe de l'entreprise. Fin 2011, alors que LVMH commence à développer sa marque Cheval Blanc, le conglomérat indien Delhi Land & Finance met en vente sa participation majoritaire dans Aman Resorts une enseigne hôtelière de luxe ; le groupe français est intéressé, mais plusieurs entreprises sont également en course,. Finalement, un consortium monté par Omar Amanat (en) et Vladislav Doronine sera préféré à LVMH.
Le premier hôtel de luxe a ouvert bien avant dans la station de sports d'hiver de Courchevel sous le nom de Cheval Blanc. Cet établissement classé plus tard « palace » est suivi d'un autre aux Maldives, un à Saint-Barthélemy puis des projets Paris et Saint-Tropez. Ces hôtels sont tous uniques et ne sont donc pas construits sur le même modèle. Cela fait partie de la volonté commerciale du groupe de créer des synergies avec les cosmétiques, les vins… ces lieux sont des vitrines pour les marques du groupe. Ainsi à Courchevel, l'hôtel dispose d'une boutique Vuitton, une boutique Dior, un espace pour Berluti et le spa est sous l'enseigne Guerlain.
Pour exploiter ses hôtels, la société d'exploitation des hôtels Cheval Blanc est créée en 2006 ; les hôtels ouverts sont :
- Cheval Blanc Courchevel à Courchevel ;
- Cheval Blanc St-Barth Isle de France à Saint-Barthélemy ;
- Cheval Blanc Randheli situé sur l’atoll de Noonu aux Maldives ;
- Cheval Blanc St-Tropez à Saint-Tropez ;
- Cheval Blanc Paris, quai du Louvre, dans les murs de l’ex-Samaritaine[99],[100]

LVMH achète fin 2018 le groupe Belmond (trente-quatre établissements de luxe et palaces dont l'hôtel Cipriani à Venise, sept trains, deux croisières fluviales) qui réalise annuellement un chiffre d'affaires de cinq cents millions d'euros.
Le groupe est aussi actif dans le domaine des loisirs avec :
- le Jardin d'acclimatation à Paris 16e, dans le bois de Boulogne, créé en 1860 ;
- Royal Van Lent, créé en 1849, constructeur de super-yachts de luxe sous la marque Feadship ;
- Caffè-Pasticceria Cova, créée en 1817, une pâtisserie milanaise achetée en juin 2013[102], qui possède des boutiques à l'enseigne Cova dans le monde[103].

### Médias
Le groupe est également présent dans les médias et de l'édition via le véhicule financier Ufipar qui possède, entre autres, le groupe Les Échos-Le Parisien. En 2020, cette activité présentait un déficit de 220 millions d'euros.
- Les Échos, créé en 1908, racheté en 2007[106]
- Investir, créé en 1974
- Boursier.com, créé en 1998
- Radio Classique, créé en 1983, rachetée en 1999
- Connaissance des arts, créé en 1952, racheté en 2000
- Arléa en octobre 2004, l'entreprise fut rachetée par Desfossés International, filiale de LVMH.
- Le Parisien, créé en 1944, racheté en 2015[107].
- Citadelles & Mazenod, maison d'édition fondée en 1936 et rachetée en 2021[108].
- Paris Match, racheté en 2024[109],[110].

## Direction de l'entreprise

### Conseil d'administration
En 2021, le conseil d'administration de LVMH est composé des personnalités suivantes :
- Bernard Arnault, président-directeur général ;
- Antoine Arnault, fils de Bernard Arnault ;
- Delphine Arnault, fille de Bernard Arnault ;
- Frédéric Arnault, fils de Bernard Arnault ;
- Dominique Aumont, représentant les salariés ;
- Nicolas Bazire ;
- Marie-Véronique Belloeil-Melkin, représentant les salariés ;
- Sophie Chassat ;
- Charles de Croisset ;
- Diego Della Valle ;
- Clara Gaymard  ;
- Marie-Josée Kravis ;
- Marie-Laure Sauty de Chalon ;
- Yves de Silguy ;
- Natacha Valla ;
- Hubert Védrine.

## Principaux actionnaires
Au 15 décembre 2023 :
| Groupe familial Arnault (famille Arnault et Christian Dior SE) | 48,25 % |
| Capital Research & Management (World Investors)                | 1,82 %  |
| The Vanguard Group                                             | 1,70 %  |
| Banque centrale de Norvège                                     | 1,15 %  |
| Fidelity Management & Research                                 | 0,83 %  |
| Blackrock                                                      | 0,51 %  |

## Données financières
| Année | Chiffre d'affaires | Résultat net part du groupe | Capitaux propres | Dettes financières à long terme |
| ----- | ------------------ | --------------------------- | ---------------- | ------------------------------- |
| 2024  | 84 683             | 12 550                      | 69 287           | 9 228                           |
| 2023  | 86 153             | 15 174                      | 62 701           | 10 746                          |
| 2022  | 79 184             | 14 084                      | 56 604           | 9 201                           |
| 2021  | 64 215             | 12 036                      | 48 909           | 9 607                           |
| 2020  | 44 651             | 4 702                       | 38 829           | 4 241                           |
| 2019  | 53 670             | 7 171                       | 38 365           | 6 206                           |
| 2018  | 46 826             | 6 354                       | 33 957           | 5 761                           |
| 2017  | 42 636             | 5 129                       | 30 260           | 7 153                           |
| 2016  | 37 600             | 3 981                       | 27 903           | 3 265                           |
| 2015  | 35 664             | 3 573                       | 25 799           | 4 235                           |
| 2014  | 30 638             | 2 950                       | 23 003           | 4 805                           |
| 2013  | 29 149             | 3 436                       | 27 907           | 3 145                           |
| 2012  | 28 103             | 3 424                       | 25 666           | 4 363                           |
| 2011  | 23 659             | 3 065                       | 23 512           | 4 702                           |
| 2010  | 20 320             | 3 032                       | 18 204           | 2 730                           |
| 2009  | 17 053             | 1 755                       | 14 785           | 4 077                           |
| 2008  | 17 193             | 2 026                       | 13 793           | 3 738                           |
| 2007  | 16 481             | 2 025                       | 11 590           | 2 477                           |
| 2006  | 15 306             | 1 879                       | 10 603           | 3 235                           |
| 2005  | 13 962             | 1 440                       | 9 459            | 3 747                           |
| 2004  | 12 623             | 1 194                       | 7 782            | 4 188                           |
| 2003  | 11 962             | 723                         | 7 034            | 4 207                           |
| 2002  | 12 693             | 556                         | 7 070            | 5 800                           |

En 2012, le groupe LVMH a payé un total de 1 820 millions d’euros d’impôts sur les sociétés. Son PDG affirme que le groupe paye plus d’un milliard d’euros sur les sociétés en France. En 2019, le groupe LVMH a payé un total de 1,2 milliard d’euros d’impôts sur les sociétés en France.
En 2022 les recettes fiscales liées à l'activité de LVMH en France s’élèvent à 5,4 milliards d'euros, dont 2,7 milliards de TVA et 1,7 milliard d’impôt sur les sociétés.
Le groupe LVMH est l'entreprise française qui détient le plus de filiales dans les paradis fiscaux devant BNP Paribas.
| Année | dividende (solde + acompte) |
| ----- | --------------------------- |
| 2024  | 13                          |
| 2023  | 13                          |
| 2022  | 12                          |
| 2021  | 10                          |
| 2020  | 6                           |
| 2019  | 4,8                         |
| 2018  | 6                           |
| 2017  | 5                           |
| 2016  | 4                           |
| 2015  | 3,55                        |
| 2014  | 3,2                         |
| 2013  | 3,1                         |
| 2012  | 2,9                         |
| 2011  | 2,6                         |
| 2010  | 2,1                         |
| 2009  | 1,65                        |
| 2008  | 1,6                         |
| 2007  | 1,6                         |
| 2006  | 1,4                         |
| 2005  | 1,15                        |
| 2004  | 0,95                        |

## Communication

### Mécénat

La fondation Louis-Vuitton au bois de Boulogne.

Le groupe LVMH procède chaque année à des actions de mécénat[réf. nécessaire],.
En 2014, le groupe inaugure la fondation d'entreprise Louis-Vuitton, un bâtiment ultra moderne et controversé construit au bois de Boulogne, à l'ouest de Paris, pour promouvoir l'art et la culture et pérenniser les actions de mécénat du groupe[réf. nécessaire]. En choisissant de faire une fondation, LVMH s’interdit d’y commercialiser aussi bien des œuvres d’art que des produits de luxe du groupe, mais selon le magazine Challenges, cela ne l’empêche pas d’exposer des mallettes Vuitton dans le hall d’entrée « afin de bien souligner la proximité du lieu avec ses marques ».
En 2018, un rapport de la Cour des comptes constate que la construction du bâtiment « a constitué la principale activité de la Fondation » et estime que « la véritable retombée est l'apport en termes d'image au groupe LVMH ».
En 2018, il a financé à 80 % environ l'acquisition par le musée du Louvre du Livre d'heures de François Ier.
En 2019, le groupe est partenaire du Secours populaire français dans le cadre de l’opération « Une journée pour soi », destinée à des femmes en situation de précarité.

### Activités de lobbying
LVMH Publica SA est inscrit depuis 2009 au registre de transparence des représentants d'intérêts auprès de la Commission européenne. Elle déclare en 2024 pour cette activité des dépenses d'un montant compris entre 1 750 000 euros et 2 000 000 euros.
LVMH est inscrit depuis 2018 au répertoire des représentants d’intérêts géré par la Haute Autorité pour la transparence de la vie publique. Elle déclare en 2023 pour cette activité des dépenses d'un montant compris entre 700 000 euros et 800 000 euros.

### Formule 1
Le 2 octobre 2024, LVMH annonce un partenariat mondial de 10 ans avec la Formule 1. Le montant de ce partenariat est de moins de 100 millions de dollars,. Cet accord entre LVMH et la Formule 1 activera trois marques : TAG Heuer, Moët & Chandon et Louis Vuitton. Greg Maffei, le président-directeur général de Liberty Media, indique : « La collaboration avec l'une des maisons de LVMH lors du Grand Prix de Las Vegas l'année dernière nous a conquis, et c'est pourquoi nous avons souhaité étendre aujourd'hui notre relation avec le groupe qui devient un partenaire mondial ».
Le 30 janvier 2025, Louis Vuitton devient le nouveau sponsor titre du Grand Prix d’Australie,. La marque sera également présente lors des courses avec une signalétique proéminente en bord des différentes pistes et pour le transport des trophées de chaque course. Une nouvelle malle trophée sera également dédiée à la compétition automobile. Pietro Beccari, le PDG de Louis Vuitton, se réjouit de cette annonce : « Je suis extrêmement fier de ce partenariat entre Louis Vuitton et Formula 1 animé par notre recherche mutuelle d'innovation, de qualité et de précision ».

## Engagements sociétaux

### Lutte contre la pandémie de Covid-19
Dans le cadre de la lutte contre la pandémie de Covid-19, le groupe a mobilisé quatre de ses usines françaises, habituellement consacrées à la fabrication de parfum, pour produire, avec des salariés volontaires, du gel hydroalcoolique livré aux hôpitaux de Paris.
En octobre 2020, le groupe procède à un don de 5 millions d’euros à l’Institut Pasteur de Lille, lui permettant de lancer un essai clinique afin de « vérifier l'efficacité » d’une molécule contre la Covid-19.

### Jeux olympiques et paralympiques de Paris
En juillet 2023, le COJOP annonce que LVMH devient sponsor « premium » des Jeux olympiques et paralympiques de Paris. Antoine Arnault, directeur de l'image et de l'environnement du groupe, est présenté comme l'architecte de ce partenariat qui inclut une contribution de 150 millions d'euros, assortie de 50 millions d'euros supplémentaires d'« activation »,. Selon Le Figaro, cet investissement fait de LVMH l’un des plus grands contributeurs des Jeux de 2024. Plusieurs médias, en France et à l'international, ont présenté le groupe comme le “grand vainqueur des Jeux olympiques en termes d'image”, ce qui a aussi suscité des critiques sur la place trop importante prise par LVMH durant ces jeux,.

## Controverses

### Subventions de la politique agricole commune
En mai 2009, une polémique éclate lorsqu’il apparaît que le groupe LVMH fait partie, grâce à son secteur cognac, des 24 principaux bénéficiaires français. Le groupe perçoit une subvention de plus de cinq millions d'euros de la Politique agricole commune (PAC),.

### Hypocrisie sur l'origine française des produits
En 2016, alors que LVMH fait de l'origine française de ses produits un argument commercial, le documentaire satirique Merci Patron ! critique la gestion sociale de Bernard Arnault, révélant que de très nombreux produits sont en réalité confectionnés en Pologne, à Madagascar ou en Asie, pendant que les usines françaises ferment. Alors que la presse, les critiques et les spectateurs soulignent ce film, Bernard Arnault fait pression sur les médias dépendants de son groupe pour ne pas médiatiser l'affaire.
En 2016 également, LVMH est accusé de condamner l’entreprise Logo de Morez (172 personnes) à la fermeture en refusant de renouveler les licences des marques Fred et TAG Heuer,,.

### Indépendance journalistique desÉchos
En 2023, les journalistes des Échos font grève pour la première fois depuis 2007. La société des journalistes (SDJ) exprime des inquiétudes sur l'indépendance du titre à la suite d'interventions de LVMH dans la gouvernance.
Après « l’éviction brutale » de son directeur de la rédaction, la société des journalistes du titre accuse la direction du groupe Les Échos-Le Parisien de vouloir « vider de sa substance » le droit de veto des journalistes sur la nomination du futur direction de la rédaction.

### Fronde des étudiants de Polytechnique
À l'été 2022 LVMH annonçait vouloir installer un centre de recherche sur le plateau de Saclay à proximité de l'École polytechnique. À la suite de l'opposition de plusieurs élèves, le groupe renonce à ce projet. Dans une tribune sur Le Monde, 73 anciens élèves reprochaient à ce « projet délétère [de] travailler sur des problèmes techniques éloignés des thématiques de recherche de l'école : remplacement des plastiques par des alternatives plus écologiques dans des emballages de parfum, développement d'algorithmes de recommandation plus performants pour accroître la quantité de produits vendus, etc. ».

## Affaires judiciaires

### Entrée dissimulée au capital d'Hermès
En octobre 2010, LVMH entre, de manière dissimulée, au capital d’Hermès, et est condamné en 2013 par l'Autorité des marchés financiers à 8 millions d'euros d'amende pour dissimulation d'informations au marché.

### Espionnage de François Ruffin etFakir
Selon Mediapart, LVMH espionne pendant au moins un an, entre 2015 et 2016, François Ruffin et les journalistes de Fakir. Cette opération serait diligentée par Bernard Squarcini, ancien employé de la Direction générale de la Sécurité intérieure reconverti dans le privé, durant le tournage de Merci Patron !, un documentaire satirique sur le géant du luxe. Une enquête judiciaire vise l'ex-patron du renseignement français reconverti dans le privé, au service du groupe LVMH notamment. En novembre 2021, le juriste et directeur de la protection des actifs et des personnes de la multinationale, Laurent Marcadier, est mis en cause dans l'affaire, avec neuf mises en examen (atteinte à la vie privée, trafic d’influence, violation du secret professionnel…) ; il nie l'ensemble des faits qui lui sont reprochés.
En décembre 2021, le groupe LVMH verse dix millions d'euros d'amende en échange de l'abandon des poursuites, grâce à une convention judiciaire d'intérêt public (CJIP), contre l'avis de François Ruffin.
En 2025, Bernard Squarcini, ancien patron du renseignement intérieur, est condamné à quatre ans de prison dont deux ferme pour des activités illicites, notamment au profit de LVMH dont une opération de surveillance de François Ruffin et du journal Fakir, entre 2013 et 2016 aux moments de la réalisation du film Merci patron !.

### Accusation de fraude fiscale
En novembre 2018, un rapport de la Cour des comptes dénonce les dérives de cette optimisation et épingle LVMH pour la construction de sa fondation. Initialement évaluée à 100 millions d'euros au total, sa construction aura finalement coûté huit fois plus, LVMH refusant de son côté de communiquer le moindre chiffre. Ceci a ensuite permis à LVMH de réduire ses impôts sur les sociétés de 518 millions d'euros.
Le même mois, l'ONG anti-corruption Front républicain d'intervention contre la corruption (FRICC) dépose une plainte de fraude fiscale contre la fondation Louis-Vuitton, le groupe LVMH et son PDG Bernard Arnault, en lien avec la construction de la fondation qui aurait été surfacturée pour profiter d'une niche fiscale,,.
La Cour relève que ce montant représente plus de 8 % du coût total de cette niche fiscale pour l’État, et indique que le groupe de luxe a ainsi largement contribué à la « dérive générale de ce dispositif ». Elle précise également que la construction d'un bâtiment « a constitué la principale activité de la Fondation [et estime que] la véritable retombée est l'apport en termes d'image au groupe LVMH ».
En septembre 2019, la plainte est classée sans suite par le parquet de Paris en raison d'une « absence d'infraction ».

### Nuisance sonore du siège
En 2018, 90 riverains de la rue des Bourdonnais, situé à l’arrière du siège social de Louis Vuitton, se plaignent auprès de la mairie du 1er arrondissement de Paris, du bruit occasionné par les livraisons des camions et des transpalettes.
En 2021, l'inspection du bureau d’actions contre les nuisances professionnelles de la ville constate que le bruit généré est au dessus des normes réglementaires. Malgré une injonction faite au siège de se conformer à la loi, une riveraine porte plainte en avril 2022.
En janvier 2023, LVMH obtient une certification Certibruit, attestant de bonnes pratiques en matière de nuisances sonores. Un argument sur lequel se base le parquet de Paris pour classer la plainte en septembre 2023. Cependant, il apparait que pour obtenir cette certification, Louis Vuitton a omis de déclarer certaines plaintes à l'organisme certificateur. En conséquence, en octobre 2023, la labélisation Certibruit du siège social est suspendue